# Passo dos Montets
O passo dos Montets ou colo dos Montets (em francês:  Col des Montets) é um colo a 1461 m de altitude, no maciço do Monte Branco, perto da fronteira França-Suíça, na estrada entre o vale de Chamonix de lado da França, e cantão do Valais do lado da Suíça.
O colo está situado na estrada Chamonix-Vallorcine, entre o maciço des Posettes e as Agulhas Vermelhas. A partir do colo é possível atingir a face este destas agulhas. 

## Ligações
A estrada nacional francesa passa pelo colo dos Montets para se dirigir a Martigny na Suíça, via o Passo da Forclaz.
A linha de Saint-Gervais-les-Bains-Le Fayet a Vallorcine não passa no colo, mas sim num túnel de 1 883 m, que foi aberto para permitir a circular durante o Inverno, em razão das avalanches, e para desencravar a localidade de Vallorcine, que por isso ficava isolada todos os anos.

## Curiosidades
No colo encontra-se o chalet de acolhimento da Reserva Natural Aiguilles Rouges, no qual um trilho botânico permite ao visitante descobrir a fauna e flora alpinas, entre julho e setembro.
No quadro de um projeto educativo das escolas de Chamonix-Mont-Blanc, foi instalada no colo uma placa em ferro forjado materializando o paralelo 46 N.
Entre 1947 e 2012 o colo des Montets foi subido seis vezes pelo Tour de France Ciclista